# Pic de l'or

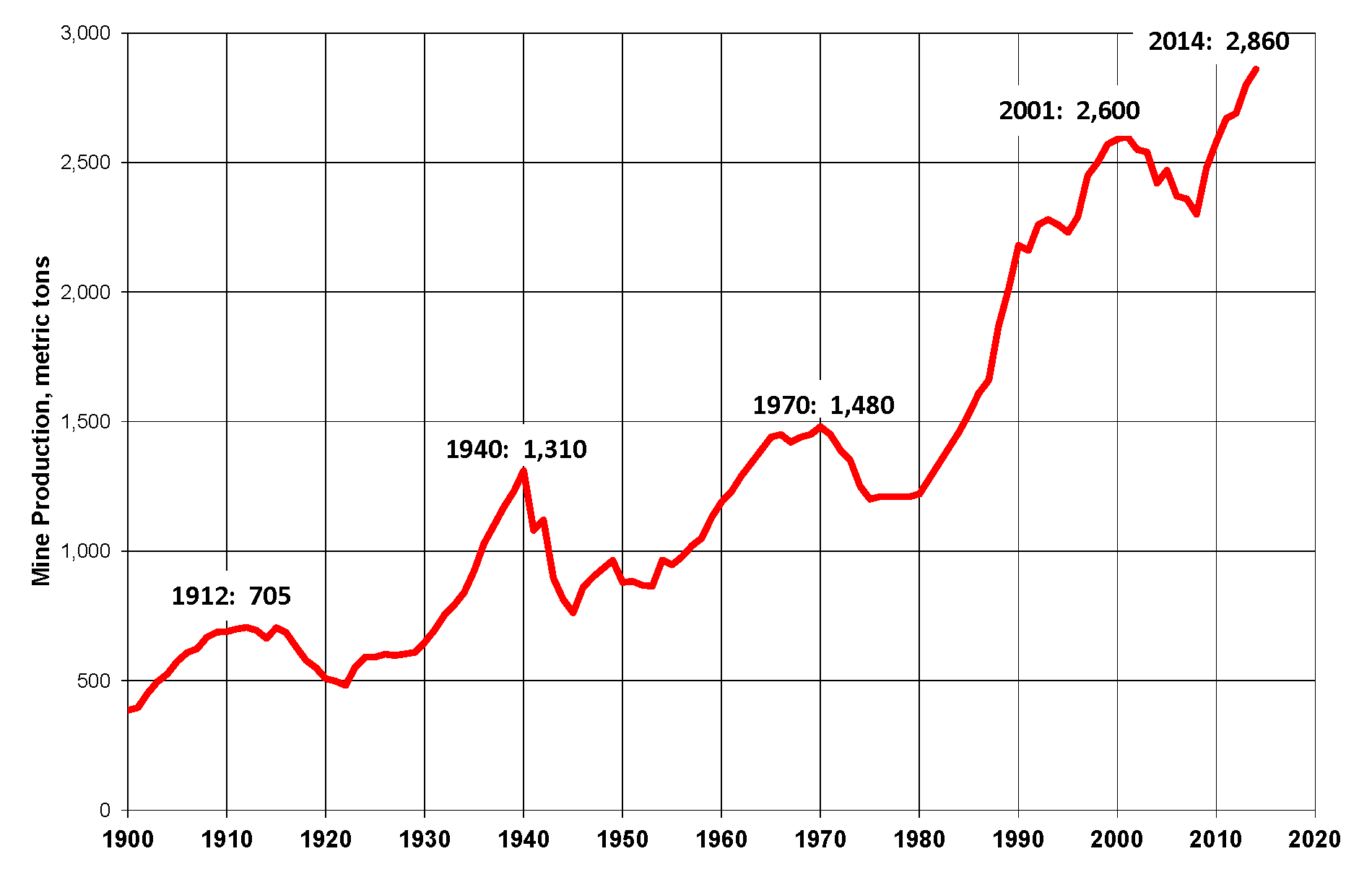
Production mondiale en or entre 1900 et 2014

Le pic de l'or est la date à laquelle le taux maximum d'extraction d'or (pic de production) est atteint. Selon la théorie du pic de Hubbert, après le pic le taux de production diminue jusqu'à tendre vers zéro. Contrairement au pétrole qui est détruit lors de son usage, l'or peut être recyclé et réutilisé. 

## Offre et demande d'or
La demande mondiale d’or (définie en termes de consommation totale hors banques centrales) en 2015 était de 4 212 tonnes. La demande d’or est divisé entre l’accroissement des réserves d’or des banques centrales, la joaillerie, l’industrie, et l’investissement.
L’offre d’or provient du minage, des ventes d’or par les institutions, ou encore de la vente d’or par les ménages. En 2015, la production minière d’or était de 3 155 tonnes. La production d’or peut être inégale à la demande car l’or est une ressource réutilisable. En 2012, la production annuelle d’or représentait 2 % du stock mondial d’or[réf. nécessaire].